# Tamsin Cook
Tamsin Cook (Kaapstad, 25 december 1998) is een in Zuid-Afrika geboren Australische voormalig zwemster. Ze vertegenwoordigde Australië op de Olympische Zomerspelen 2016 in Rio de Janeiro. In juni 2018 kondigde Cook aan te stoppen met zwemmen vanwege een aanhoudende nek-blessure waardoor zwemmen op hoog niveau onmogelijk werd.

## Carrière
Op de wereldkampioenschappen zwemmen jeugd 2015 in Singapore behaalde Cook de gouden medaille op de 400 meter vrije slag en de zilveren medaille op de 200 meter vlinderslag. Daarnaast behaalde ze een gouden medaille op de 4x200 meter vrije slag.
Op de 2016 Australian Swimming Championships kwalificeerde de Australische zich, op de 400 meter vrije slag, voor de Olympische Zomerspelen 2016 in Rio de Janeiro. In Brazilië eindigde Cook als zesde op de 400 meter vrije slag, op de 800 meter vrije slag werd ze uitgeschakeld in de series. Samen met Leah Neale, Emma McKeon en Bronte Barratt veroverde ze de zilveren medaille op de 4x200 meter vrije slag. In 2018 kondigde Cook aan te stoppen met zwemmen vanwege een aanhoudende nek-blessure.

## Internationale toernooien
| Jaar | Olympische Spelen                                            | WK langebaan | WK kortebaan  | PanPacs | Gemenebestspelen |
| ---- | ------------------------------------------------------------ | ------------ | ------------- | ------- | ---------------- |
| 2016 | 6e 400m vrije slag · 20e 800m vrije slag · 4x200m vrije slag |              | 6-11 december |         |                  |

## Persoonlijke records
Bijgewerkt tot en met 7 augustus 2016
Kortebaan
| Afstand         | Tijd    | Datum           | Plaats   |
| --------------- | ------- | --------------- | -------- |
| 200m vrije slag | 2.03,42 | 9 november 2014 | Adelaide |
| 400m vrije slag | 4.11,79 | 7 november 2014 | Adelaide |
| 800m vrije slag | 8.37,80 | 6 november 2014 | Adelaide |

Langebaan
| Afstand         | Tijd    | Datum           | Plaats         |
| --------------- | ------- | --------------- | -------------- |
| 200m vrije slag | 1.58,14 | 9 april 2016    | Adelaide       |
| 400m vrije slag | 4.04,36 | 7 augustus 2016 | Rio de Janeiro |
| 800m vrije slag | 8.27,01 | 12 april 2016   | Adelaide       |